# Mech Dara
Mech Dara (khmer: ម៉ិច ដារ៉ា) és un periodista cambodjà. Dara ha informat àmpliament sobre la corrupció i el tràfic de persones a Cambodja. El 2023, va ser homenatjat pel secretari d'estat dels Estats Units, Antony Blinken, per les seves recerques sobre estafes en línia, i fou nomenat heroi de l'informe de tràfic de persones de 2023. Dara va treballar anteriorment per als diaris  The Cambodia Daily i The Phnom Penh Post, tots dos van ser posteriorment tancats pel govern. També va informar per a la ràdio i el lloc web de Voice of Democracy, que el govern va tancar el 2023.
Dara va ser arrestat l'1 d'octubre de 2024 a Phnom Penh. Va ser acusat d'"incitació a provocar un caos social greu" com a conseqüència d'algunes publicacions a mitjans socials al setembre del mateix any. L'arrest de Dara va ser condemnat pel Departament d'Estat dels EUA i l'ambaixada dels EUA a Phnom Penh. Shawn Crispin, el principal representant del Comitè per a la Protecció dels Periodistes del sud-est asiàtic, va criticar la detenció.